# Pineno
Pineno é um composto químico bicíclico terpeno (C10H16, 136.24 g/mol), conhecido como um monoterpeno.